# Gamma Centauro M2 (foguete)
O Gamma Centauro M2, foi o segundo foguetes de sondagem operacional Argentino, Era uma espécie de "irmão menor" do
seu antecessor o Gamma Centauro M1, porém mais potente.

## Especificações
- Número de estágios: 2
- Massa total: 27,25 kg
- Altura: 2,60 m
- Diâmetro: 13 cm e 10 cm
- Carga útil: 5 kg
- Apogeu: 59 km